# レギャン

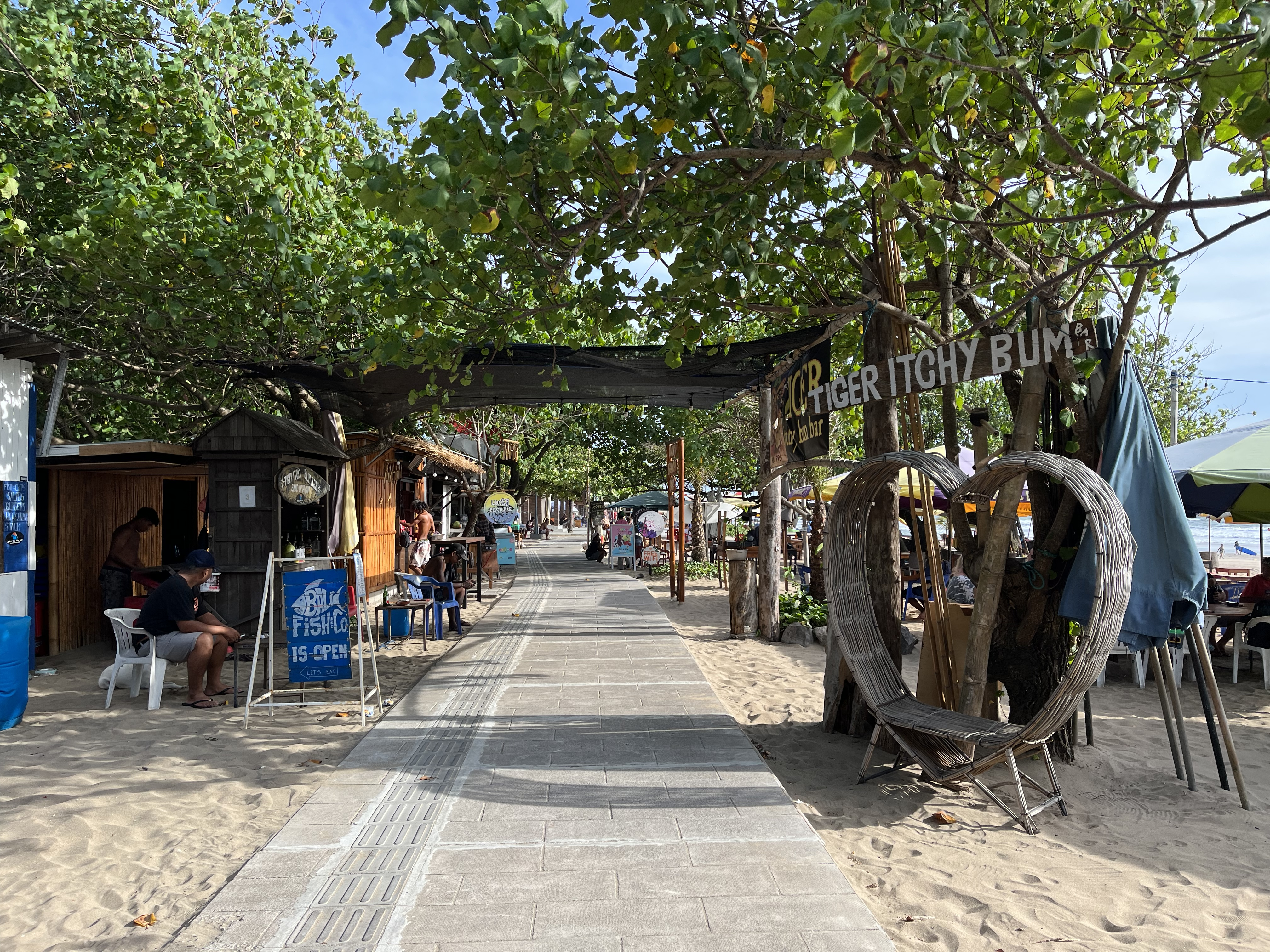

レギャン（Legian）はインドネシア、バリ島のリゾートビーチの一つ。南側のクタと北側のスミニャック（w:Seminyak）の間、ムラスティ通りから北上してダブル・シックス通りまでのエリアのこと。
クタからレギャン通りが南北に貫き、クタとほぼ一体でレストランや土産物店、ホテルが密集する観光客で賑わう一大繁華街を形成しているが、クタより北に向かうにつれて静かになる。レギャンビーチは、クタビーチとともに波が高くサーフポイントとしても有名。
レギャンとクタは元々小さな漁村であったが、1960年代に豪快な波を追ったオーストラリア人サーファーが集まり発展した。

## 交通
ングラライ国際空港より車で20分。